# 白线跃蛛
白线跃蛛（学名：Sitticus albolineatus）为跳蛛科跃蛛属的动物。分布于独联体以及中国大陆的吉林等地。